# Белградский лес

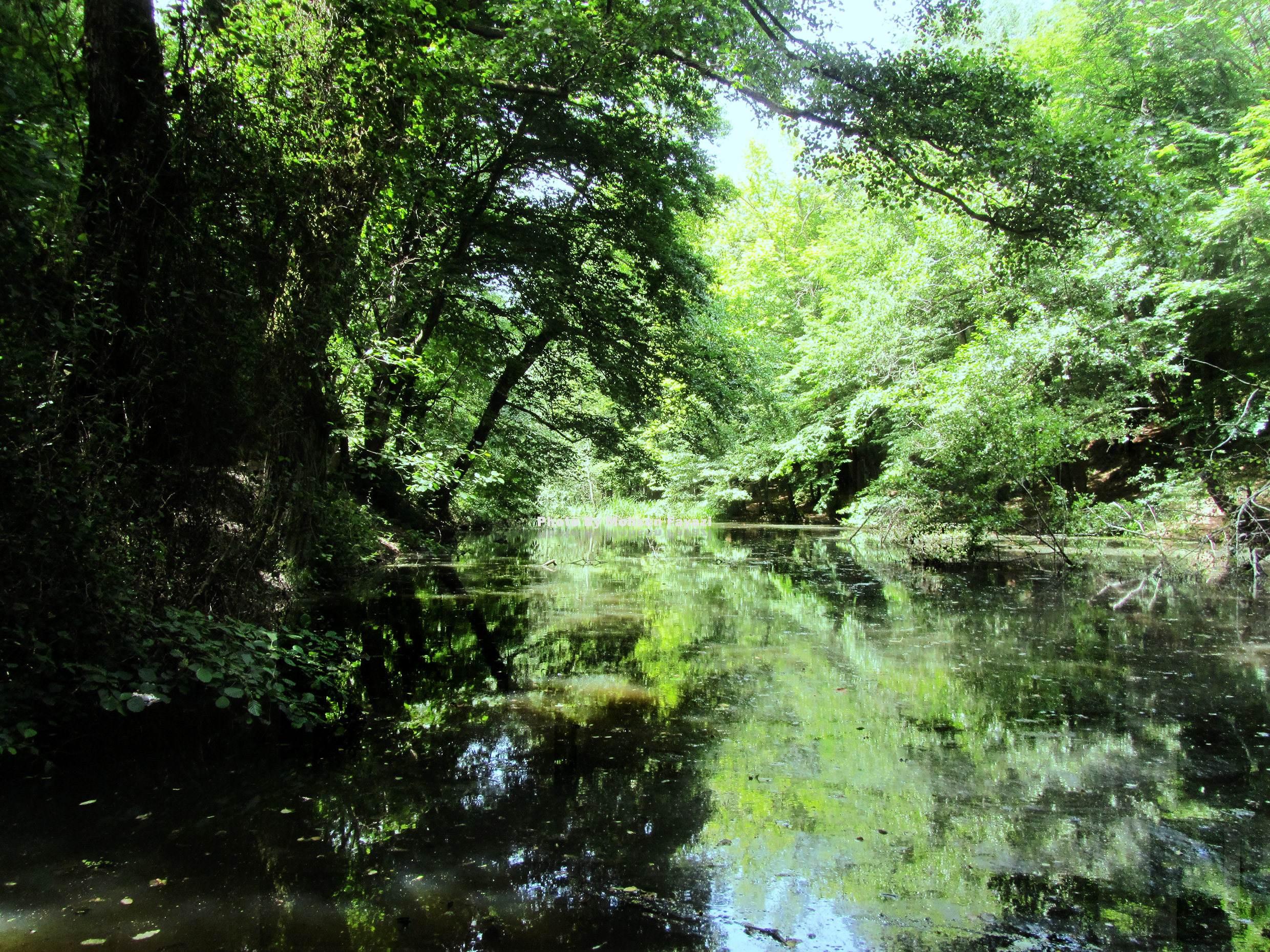
Водоём в Белградском лесу

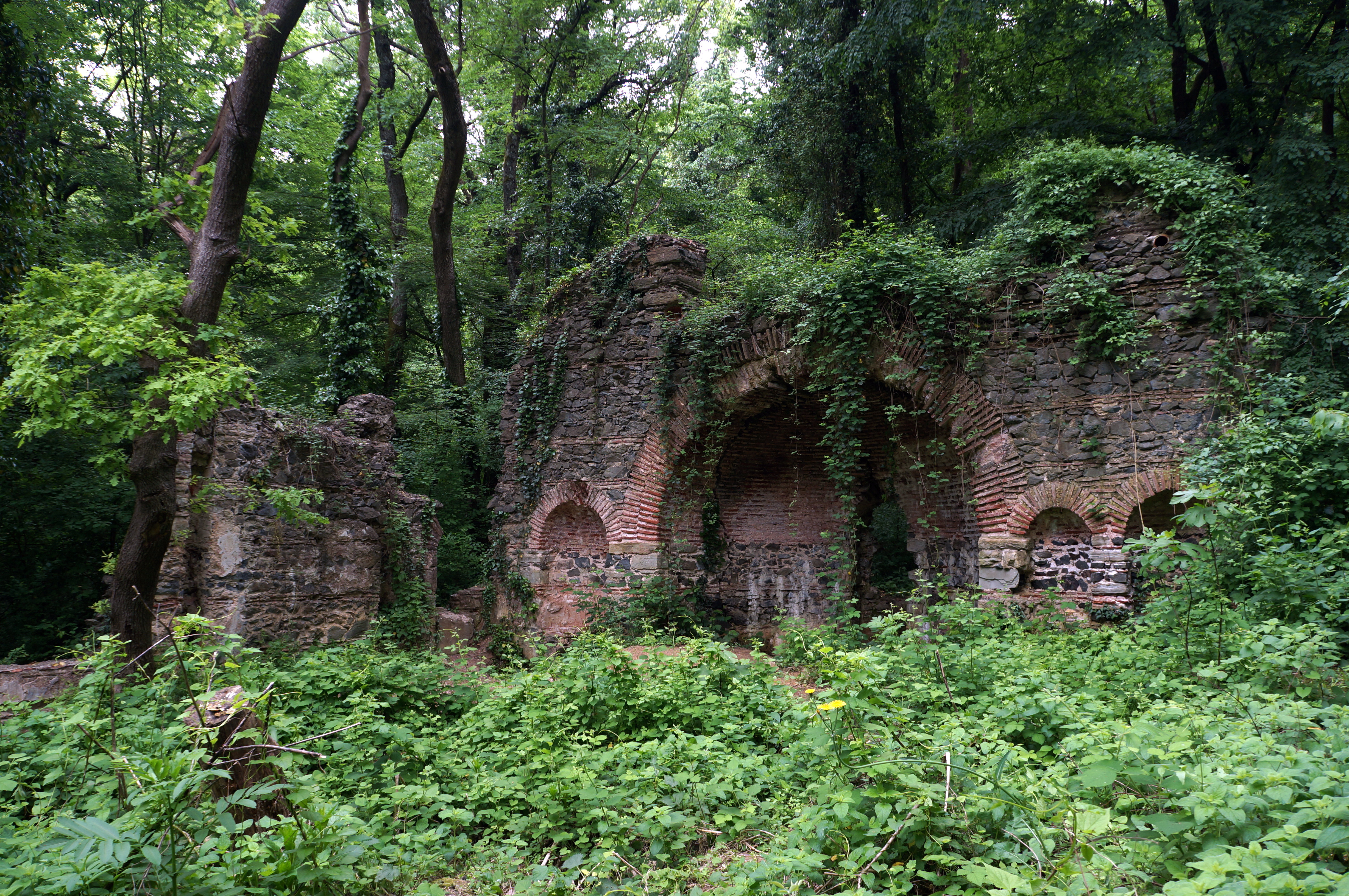
Часто встречаются исторические руины, разбросанные по лесу, например, церковь Святого Георгия

Белградский лес (тур. Belgrad Ormanı) — смешанный лиственный лес в 20 км от Стамбула на Черноморском побережье Турции. Площадь Белградского леса составляет 5442 гектаров. Географически лес расположен в самой восточной точке Фракийского полуострова. Лесная местность разделена между Сарыерским и Эюпским районами. С середины XX века Белградский лес получил популярность как место загородного отдыха среди жителей Стамбула. Главный вход в лесопарк находится недалеко от посёлка Бахчекёй. Известное место для пикников в Белградском лесу — водохранилище Бююк-Бент, относящееся к ранней византийской эпохе. Предприятия общественного питания располагаются на плотине водохранилища.
Белградский лес был назван в честь тысяч военнопленных сербов, которых Сулейман Великолепный переселил в Стамбул после осады Белграда в 1521 году. В Белградском лесу расположено несколько исторических водоёмов и источников. Сербы поддерживали в надлежащем состоянии водохранилища, пополнявшиеся из многочисленных источников в лесу (Хюнкар, Кестане, Чирчир). Белградский лес был важным источником для водоснабжения Стамбула по акведуку Валента.
Согласно записям, в 1826 году после подавления восстания янычар, они собирались в Белградском лесу; действия против них в лесу были неэффективными. Спустя три месяца преследований было решено поджечь лес, чтобы загнать повстанцев в тупик. Таким образом, значительное количество леса было сожжено.
В Белградском лесу обитает 71 вид птиц и 18 видов млекопитающих. Самым распространённым деревом в лесу является скальный дуб (Quercus petraea), но также встречаются граб, восточная берёза и анатолийский каштан. Белградский лес охраняется государством и охота в нём запрещена. Строительство западной части автомагистрали, проходящей через 3-й Босфорский мост (открыт в 2016 году), которая проходит через северную часть леса, расширение Стамбула (Маслак и т. д.), населённые пункты, которые окружают лес, и новые дороги ставят под сомнение практический эффект охраны природы в лесу.
В 2018 году турецкая полиция заявила, что Джамаль Хашогги был убит и брошен в этом лесу.